# K-Maro
K-Maro (egentligen Cyril Kamar) är en fransk-kanadensisk rappare. Han föddes i Libanon, 1980, och växte upp i Paris. Han flyttade till Montréal i Kanada 1995. Hans första genombrott fick han med sin grupp LMDS (Les Messageurs du Son), men hans första världshit var "Femme Like U" (2004). Hans låtar består oftast av en mix av franska och engelska.

## Diskografi

### Album
- 2005: Million Dollar Boy
- 2004: La Good Life

### Singlar
- 2004: "Femme Like U"
- 2004: "Crazy"
- 2005: "Sous l'œil de l'ange / Qu'est-ce que ça te fout"
- 2005: "Histoires De Luv"